# Stella Automobilbau
Stella Automobilbau war ein Hersteller von Automobilen aus Österreich. Eine andere Quelle nennt das Unternehmen Stella-Werk Wien 2.

## Unternehmensgeschichte
Franz Weidlich gründete 1947 das Unternehmen in Wien zur Produktion von Automobilen. Die Markennamen lauteten Aero Stella und Stella. 1948 endete die Produktion. Insgesamt entstand nur eine kleine Anzahl an Fahrzeugen.

## Fahrzeuge
Zunächst entstanden einige Fahrzeuge namens Aero Stella. Die verwendeten Teile wurden einerseits von Autowerkstätten bezogen und andererseits auf Schrottplätzen in Österreich besorgt.
Außerdem präsentierte das Unternehmen in einem Katalog ein modernes Fahrzeug, für das sowohl Stella als auch Aero Stella als Markennamen genannt werden. Das Cabriolet mit stromlinienförmiger Karosserie bot Platz für vier Personen. Das Fahrzeug verfügte über hydraulische Bremsen und Schwingachse. Zwei Vierzylindermotoren standen zur Auswahl. Der Benzinmotor mit OHV-Ventilsteuerung leistete 35 PS. Außerdem wurde ein Dieselmotor genannt. Es ist nicht bekannt, ob dieses Modell tatsächlich hergestellt wurde.